# Somerville College Library
De Somerville College Library is de bibliotheek van Somerville College, een van de 38 colleges van de Universiteit van Oxford. De bibliotheek is de grootste collegebibliotheek van de Universiteit van Oxford en scoort met 100% het hoogst van alle colleges bij de jaarlijkse tevredenheidsenquêtes.
Somerville College Library ligt aan de noordkant van de main quadrangle, tegenover de Somerville College Chapel. Het is 24 uur per dag open, heeft Wi-Fi en bevat onder andere studiekamers en computers.

## Geschiedenis
De bibliotheek is in 1903 ontworpen door Basil Champneys en is in 1904 officieel geopend door John Morley. Speciaal voor de opening werd door Robert Bridges het stuk Demeter geschreven en opgevoerd. Somerville College Library was de eerste bibliotheek voor vrouwen aan de Universiteit van Oxford. Het gebouw behoort tot de edwardiaanse architectuur en is een Grade II-gebouw.
Ten tijde van de Eerste Wereldoorlog, werd Somerville College in gebruik genomen als ziekenhuis voor officieren. De bibliotheek, kijken over de tuinen, was een populaire plaats voor ziekenhuis bedden. Onder andere Robert Graves en Siegfried Sassoon zijn hier patiënt geweest.
Indira Gandhi had haar kamer in het gebouw, voordat de onderste etage bij de bibliotheek werd gevoegd.

## Collectie
De bibliotheek bevat de collectie van circa 2000 boeken van de filosoof en vrouwenrechtenactivist John Stuart Mill en zijn vader James Mill, de zogenoemde John Stuart Mill Library, geschonken in 1905. De boeken bevatten veel aantekeningen van Mill zelf, die onderzocht worden door de Universiteit van Alabama en Oxford. Ook Amelia Edwards, John Ruskin, William Morris en alumna Vera Brittain schonken werken aan deze bibliotheek. Tevens beheert de bibliotheek brieven van Ada Lovelace, aantekeningen van Mary Somerville en een brief van Charles Babbage gericht aan Somerville. Deze worden echter bewaard in de Bodleian Library.
Onder de speciale collectie behoren onder andere een van de eerste drukken van de door Gustave Doré geïllustreerde De goddelijke komedie van Dante van uitgeverij Hachette Livre uit 1861, een druk van De goddelijke komedie uit 1578 met 15e-eeuws commentaar, een druk van het werk van Geoffrey Chaucer uit 1570, een Engelse vertaling van Giambattista della Porta’s Magia Naturalis ('Natural Magick') uit 1658 en een kopie van de tweede editie van Isaac Newtons Philosophiae Naturalis Principia Mathematica uit 1713.
In 1903 bevatte de bibliotheek circa 60.000 boeken, terwijl het 6.000 bezat, dit omdat vrouwelijke studenten geen toegang hadden tot andere bibliotheken van de universiteit. Tegenwoordig bevat de bibliotheek circa 120.000 boeken.

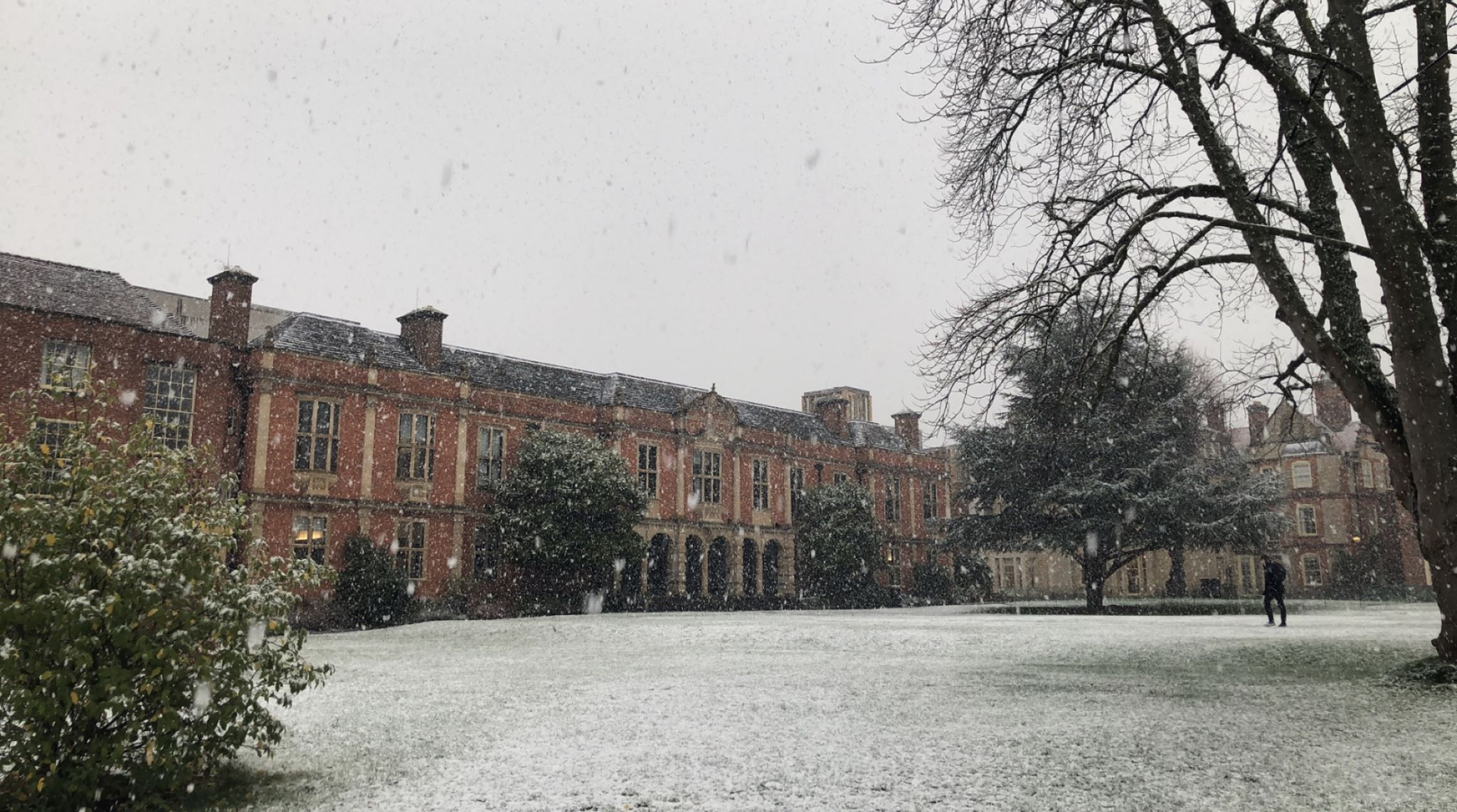
De bibliotheek in de sneeuw, anno 2018.